# ТЕС Fibria Tres Lagoas
20°59′43″ пд. ш. 51°47′36″ зх. д. / 20.99528° пд. ш. 51.79333° зх. д.
ТЕС Fibria Tres Lagoas — теплова електростанція у бразильському штаті Мату-Гросу-ду-Сул, яка відноситься до комплексу целюлозного комбінату компанії Fibria Tres Lagoas.
В 2009 році на розташованому поблизу міста Трес-Лагоас комбінаті компанії Fibria став до ладу содорегенераційний котел виробництва фінської компанії Metso, який спалює чорний натр (суміш органічних та неорганічних речовин, що залишається після варки целюлози). Він може утилізувати 5300 тон твердих речовин на добу та виробляє 822 тони пару на годину. Для видалення з нього продуктів згоряння звели димар висотою 147 метрів. Крім того, встановили допоміжний котел з псевдозрідженим шаром від того ж виробника, який спалює відходи переробки деревини та продукує 120 тон пари на годину. Отримана від цього котельного господарства пара призначалась, зокрема, для виробництва електроенергії, для чого встановили дві парові турбіни потужністю по 85 МВт – одну конденсаційну та одну з протитиском.
В 2017-му стала до ладу друга черга комбінату (проект Horizon 2). Вона має содорегенераційний котел австрійської компанії Andritz, здатний спалювати 8250 тон сухих речовин на добу та продукувати 1400 тон пари на годину. Від нього живиться турбіна із протитиском потужністю 128 МВт та конденсаційна турбіна з показником 149 МВт.
Частина виробленої електроенергії – до 200 МВт – може постачатись зовнішнім споживачам.